# The Four Freshmen
The Four Freshmen is een Amerikaans mannelijk vocaal kwartet dat open-harmonische jazzarrangementen combineert met de bigband-zanggroepgeluiden van The Modernaires, The Pied Pipers en The Mel-Tones, geformeerd in de barbershoptraditie. The Four Freshmen wordt beschouwd als een vocale band omdat de zangers zichzelf begeleiden op gitaar, hoorns, bas en drums, naast andere instrumentale configuraties.
De groep werd geformeerd in 1948 in Indiana en bereikte zijn hoogtepunt halverwege de jaren 1950. Het laatste oorspronkelijke lid ging in 1993 met pensioen, maar de groep blijft internationaal toeren. Het heeft sinds de oprichting in de late jaren 1940 jazzharmonieën opgenomen in de zalen van de Jordan School of Music aan de Butler University in Indianapolis.

## Actuele bezetting
- Chris Peters (1st stem, bas)
- Tommy Boynton (2de stem, bas)
- Jake Baldwin (3de stem, trompet)
- Bob Ferreira (4e stem, drums)

## Biografie
In 1948 formeerden de broers Ross en Don Barbour het barbershop kwartet Hal's Harmonizers aan het Arthur Jordan Conservatory van de Butler-universiteit in Indianapolis. De andere leden waren Marvin Pruitt en Hal Kratzsch. In het verdere verloop van het jaar wijzigde de band het repertoire naar een jazzachtige muziekstijl. Het kwartet werd hernoemd in The Toppers.
Pruitt verliet in 1948 de groep en werd vervangen door Bob Flanigan (lid van 1948-1992). De naam werd weer hernoemd naar The Four Freshmen. Kratzsch werd in 1953 vervangen door Ken Errair (lid van 1953-1956), die in 1956 zelf werd vervangen door Ken Albers (lid van 1956-1982). Deze omzetting had weinig effect op de bandstijl. In 1960 verliet Don Barbour de groep en werd vervangen door Bill Comstock (lid van 1960-1972). In 1972 verliet Bill Comstock de groep en in 1977 volgde Ross Barbour. In 1982 ging Ken Albers met pensioen. Alle vroegere bandleden werden telkens door nieuwkomers vervangen. Zelfs toen het laatste oud-lid Bob Flanigan in 1992 met pensioen ging, bleef de groep bestaan. Ook in de nieuwe bezetting hebben The Four Freshmen de legendarische traditie van de groep voortgezet, echter met nieuwe muzikale facetten.

### Carrière
De groep werd vroegtijdig beïnvloed door Glenn Miller, The Modernaires en Mel Tormés Mel-Tones, maar ze begon verschijnselen te vertonen van hun eigen unieke stijl. Tot september 1948 was het kwartet op tournee. De groep nam veel over van jazzlegenden als Dizzy Gillespie en Woody Herman.
In 1950 hadden The Four Freshmen hun grote doorbraak, toen bandleader Stan Kenton het kwartet hoorde in Dayton. Dankzij hem mochten ze bij het platenlabel Capitol Records voorzingen. Nog in hetzelfde jaar werd de groep gecontracteerd door Pete Rugolo. In 1951 zong de groep het nummer How D'Ya Like Your Eggs in the Morning voor de film Rich, Young and Pretty. In 1952 bracht de band de eerste hit It's a Blue World als single uit, die direct leidde tot erkenning bij het grote publiek. De volgende publicaties waren Mood Indigo (1954), Day by Day (1955) en Graduation Day (1956, 17e plaats). In 1956 was de groep ook succesvol.
De groep bleef tijdens de jaren 1950 en begin 1960 populair en bracht een groot aantal goed verkochte albums uit, werkte bioscoop- en tv-optredens af en gaf talloze uitverkochte concerten. Ten slotte verloor de groep de genegenheid van het grote publiek, toen de Britse popbands van de jaren 1960 opkwamen.
In 2001 bracht het op jazzmuziek gespecialiseerde platenlabel Mosaic Records een multi-cd-editie van The Four Freshmen op de markt, waarop alle opnamen van het kwartet uit de jaren 1950 opgenomen zijn.

## Onderscheiding
In 2000 werd de groep onderscheiden door het Amerikaanse magazine DownBeat als vocale muziekband van het jaar, hetgeen de tijdloze populariteit van het kwartet onder bewijs stelde als een van de belangrijkste jazzgroepen in de jazzgeschiedenis.

## Discografie

### Singles
- 1954: Mood Indigo
- 1955: Day by Day
- 1956: Graduation Day

### Albums
- 1955: Voices in Modern
- 1955: 5 Trombones
- 1956: Freshmen Favorites
- 1957: 5 Trumpets
- 1957: Four Freshmen and Five Saxes
- 1958: Voices In Latin
- 1958: The Freshman Year
- 1958: Voices In Love
- 1958: In Person
- 1959: Four Freshmen and Five Guitars
- 1959: Love Lost
- 1960: Voices And Brass
- 1960: Road Show
- 1961: Voices in Fun
- 1961: The Freshman Year
- 1962: Stars in Our Eyes
- 1962: Day By Day
- 1963: Got That Feelin
- 1964: Funny how Time Slips Away
- 1967: That's My Desire
- 1969: Four Freshmen in Tokyo '68
- 1971: Return to Romance
- 1982: Alive & Well in Nashville
- 1986: Live At Butler University With Stan Kenton And His Orchestra
- 1986: Fresh! (genomineerd voor de Grammy Award)
- 1992: Freshmas!
- 1995: Angel Eyes
- 1997: Easy Street
- 1998: Golden Anniversary Celebration
- 1999: Still Fresh
- 2000: Four Freshmen Live CD
- 2002: Live in the New Millennium
- 2004: Live In Holland